# فیلیپ فورنیه
فیلیپ فورنیه (به فرانسوی: Philippe Fournier) نویسنده، فیلم‌نامه‌نویس و نمایشنامه‌نویس قرن بیستم میلادی اهل فرانسه است.